# 桥沟街道
桥沟街道，是中华人民共和国陕西省延安市宝塔区下辖的一个街道办事处。
2015年，陕西省民政厅批复同意撤销桥沟镇，设立桥沟街道办事处。

## 行政区划
桥沟街道下辖以下地区：
尹家沟村、罗家坪村、柳树店村、王岔沟村、小王庄村、常兴庄村、张家河村、烟洞沟村、刘万家沟村、文一村、文二村、市场沟村、王家坪村、杨家岭村、北关村、东关村、白坪村、向阳沟村、炭窑沟村、二十里铺村、十里铺村、高家沟村、桥沟村、东胜村、一里坡村、进塔村、野狐子沟村、黄蒿洼村、南寨砭村、泽子沟村、麻塔村、枣园村、方塔村、下咀村、薛场村、高家园则村、任家窑则村、杨家湾村、马家湾村、七里铺村和朱家洼村。